# Rap rock
El rap rock es un género de fusión que combina elementos del hip hop (principalmente el rapeo y la parte instrumental del rap) con varias formas de rock.
El rap rock a menudo es confundido con sus subgéneros rap metal y rapcore a pesar de que el primero mezcla rap con heavy metal, el rapcore mezcla rap con hardcore punk y el nu metal mezcla a todas las anteriores con otras tendencias.
Dos ejemplos de canciones de rock con rap representativos e iniciadores del género serían R "The Magnificent Seven" de The Clash y "Year of the Guru" de The Animals.

## Orígenes e Historia
Rapear como una forma de oratoria y cantar ha sido usado por diferentes culturas y géneros musicales décadas previas a la creación de la cultura Hip Hop en el Bronx de Nueva York  a mediados de la década de los años 1970, empezó a ser usado con mayor frecuencia por diferentes artistas afroamericanos en diferentes géneros desde finales de los años 60. Algunas temas de rock que hacen uso de este estilo vocal se podrían remontar a "Subterranena Home Sick Blues" de Bob Dylan en 1965, "The Argus" por The Beatles en 1967, "Year of The Guru" por Eric Burdon and The Animals de 1968 o I'm The Slime" y "Dy-na-moe Hum" por Frank Zappa de 1973, el Funk usó más regularmente este estilo vocal que inluenciaria a otras bandas de Rock de esos y posteriores años.
Durante la gestación de la cultura Hip Hop y su música, era común hacer uso de diferentes géneros musicales incluyendo diferents géneros de Rock sobre las que los MC "maestros de ceremonia" animaban las fiestas, lo cual marca la fusión de ambos géneros desde la misma concepción de la cultura Hip Hop, diferentes artistas de Bronx y barrios aledaños compartieron intereces con artistas y banda de la escena punk en Nueva York , esto se manifesto en los primeros intentos de unir rap y rock por parte de bandas de rock, la experimentación de algunas bandas con influencias de la old school rap, Blondie con Rapture de 1980 cuyo video musical altamente difundido ayudo a poularizar aun más el rap,  la icónica banda de punk rock The Clash reflejaron su interés or el rap tras su visita al Bronk en 1980 con el tema  The Magniicent Seven.[1][2] Estos intercamio culturales pueden verse en la historieta sobre la historia del Hip hop: Hip Hop Family Tree de Ed Piskor, publicado entre 2012 y 2015.
Bandas como Bad Brains o Fishbone con tempranas fusiones, Red Hot Chili Peppers en 1983 y su primer álbum un año después combinando elementos de Rap y Funk, Faith No More desde 1984 siendo la primera banda de metal en usar elementos de Rap y su primer álbum "We Care A Lot" de 1985, Kiss con su tema All Hell's Breakin' Loose de 1984, la colaboración entre Jhon Lydon y Afrika Mambaataa con el tema World Destruction en 1984 marca la primera colaboración directa entre artistas de Rap y Rock además por dos figuras icónicas en cada género, Fishbone banda actica desde 1979 con su EP  homónimo en 1985 realizandoo diferentes fusiones, Run-D.M.C. usa sampleos de rock desde 1983 y un año después Beastie Boys no solo hacen uso del sampleo, también componen sus temas, en 1986 salió a la luz su primer álbum "Licensed to Ill" trabajo en el que la banda de hardcore punk mezclaba rock y rap.[4] junto al colaboración en 1986 de Run-D.M.C. con Aerosmith, para realizar una versión de la canción Walk this Way realizada en 1975. Este hecho permitió acercar el rap hacia la escena mainstream.[3]
Es considerado una influencia en el desarrollo del rap rock.
En 1987 Faith No More con el álbum "Introduce Yourself" y Red Hot Chili Peppers con "The Uplift Mofo Party Plan" continúan explorando estas fusiones, la banda de thrash metal, Anthrax, con su EP, “I'm The Man” y su hit homónimo de 1987, en el cual se hace una clara mezcla rock-rap,  bandas como Mr Bungle, 24-7 Spyz o Urban Dance Squad realizan diferentes fusiones con diferentes estilos entre rap y rock, el álbum "The Real Thing" de Faith No More y en especial su sencillo "Epic" llevan esta fusión a lo más altos de los charts, en 1989 también nacen bandas como 311 e Infectious Grooves, en 1991 “Bring the Noise” en una colaboración entre Anthrax a Public Enemy marca otra importante colaboración entre artistas de metal y rap, las primeras bandas de Nu Metal como Deftones y P.O.D son formadas y Rage Against The Machine en 1991, un hito importante como la banda sonora de la película Judgement Day de 1993 donde cada tema es una colaboración entre una banda de rock y una banda o mc de rap incluyendo nombres tan importantes como Sonic Youth, Run-D.M.C, Faith No More, De la Soul, Cypress Hill, Ice-T, Pearl Jam, Onyx entre otros, un año después Korn lanza su primer disco iniciando una nueva en esta fusión bajo el denominado Nu Metal que tendría su punto de popularidad más alto en el 2000 y en los siguientes años en diferentes partes como Latinoamérica, Europa, Oceanía o Japón y un resurgir a partir de 2019.

## El rap rock en la escena mainstream
El rap rock tuvo importantes momentos en el mainstream asilados tan tempranos como Rapture de Blondie en 1981, en 1986 Beastie Boys con (You Gotta) Fight for Your Right (To Party!) y la colaboración entre Aerosmith y Run-D.M.C ese mismo año, en 1989 Faith No More con Epic y al el álbum "The Real Thing", desde comienzo de los 90s inicia una corriente mayor de bandas y el éxito masivo de Red hot Chili Peppers y Rage Against The Machine con su álbum homónimo en 1992 y "Evil Empire" 1995, a mediados y finales de los años 90 con bandas como 311 o Korn, a finales de esta década sumándose bandas como Limp Bizkit e Incubus, convirtiéndose en el género más popular de esos años con el subgénero Nu Metal.

## Pérdida de popularidad
El rap rock se alejaría de la escena mainstream a mediados de la década de 2000. Los otros géneros de los que fue base el rap rock, (rapcore, rap metal y nu metal) se alejarían de la escena mainstrem, hacia la mitad de los años 2000. Aunque de la popularidad de estos estilos se cree que está en declive,[1] algunos creen que el rap rock puede recuperar la popularidad, con los fanes más jóvenes descubren la música de bandas en el género, una muestra de esto es de bandas como "Linkin Park" Deftones o System of A Down las cuales sigue en ascenso, alrededor del año 2019 y 2020 docenas de bandas como Kim Dracula, Tetrach, Tallah o Hidra empiezan a adquirir un buen nivel de popularidad y seguidores.o.
El rapero Eminem, por su parte, desde sus inicios mostró cierta consideración al rap y el rock. En 2002, lanzó su disco The Eminem Show, el cual consituía varios samples de guitarras eléctricas y su aclamada canción "Sing For The Moment", en la cual Aerosmith tuvo una participación. Luego, tras un período de rehabilitación de drogas por somníferos, lanzó su sexto álbum de estudio "Relapse", el cual contenía el sencillo Beautiful, la cual constituía un sample de Queen + Paul Rodgers de la canción "Reaching Out". En 2010, lanza Recovery, un trabajo distinto a sus álbumes anteriores, en el cual la guitarra eléctrica se vuelve un instrumento principal. Las canciones contienen varios samples. Un ejemplo es la canción "Going Through Changes" que tiene un sample de la canción del grupo Black Sabbath, "Changes". También, la canción Won't Back Down con la colaboración de Pink, es la canción más "pesada" del álbum. También en 2002, luego de realizar la película 8 Mile, lanzó junto con la banda sonora "8 Mile Soundtrack", Lose Yourself, una canción que se clasifica en el subgénero del rap rock. Fue galardonada con Mejor Canción Original en los Premios Óscar.

## Intérpretes
Entre los intérpretes de rap rock es necesario nombrar no solo a los que tocan el género en estado puro, sino también a los artistas que están incluidos en sus subgéneros de rapcore y rap metal. Así destacan los Beastie Boys, Faith No More, Red Hot Chili Peppers, Public Enemy, Three 6 Mafia, Hollywood Undead o Run-D.M.C.
En Brasil destaca Fausto Fawcett.
En cuanto a bandas de rapcore, [[Menú principal ocultar
Portada
Portal de la comunidad
Actualidad
Cambios recientes
Páginas nuevas
Página aleatoria
Ayuda
Donaciones
Notificar un error
Cambiar a la apariencia anterior
Contenidos  ocultar
Inicio
Historia
Alternar subsección Historia
Los comienzos
Maze Records
Roadrunner Records
Miembros
Discografía
Enlaces externos
Biohazard (banda)|Biohazard]] o en algunos casos los Beastie Boys son los casos más representativos. 
A nivel español es necesario citar a Todos Tus Muertos, Def Con Dos, Carajo, Molotov, El Cuarteto de Nos, Wos, La Raza, Habeas Corpus, Narco, Rayden ,A. N. I. M. A. L. o Matías Carrica, entre otros.
El rap metal tiene como intérpretes principales a Linkin Park, Negu Gorriak, Rage Against the Machine, Incubus o Limp Bizkit. En España también están incluidos en el género algunos trabajos de Hamlet, Narco, Def Con Dos, Sugarless o Santaflow.
Un grupo dado a conocer hace poco gracias a Eurovisión es maNga, grupo originario de Turquía, que realiza rap rock/rock alternativo. Su canción más famosa es We Could Be The Same, cantada en la gala de Eurovisión de 2010. Otra muy conocida de ellos es Bir Kadin Çizecskin, incluida en la banda sonora del videojuego futbolístico FIFA 06.